# Jaipur
Jaipur (Hindi जयपुर Jayapur), auf Deutsch Dschaipur, ist die Hauptstadt des indischen Bundesstaates Rajasthan mit ca. 3 Millionen Einwohnern.
Jaipur ist eine schnell wachsende Industriestadt mit Metall-, Textil-, Schmuck- und chemischer Industrie; in ihrer Umgebung wird Bergbau und Landwirtschaft betrieben.
Die Stadt ist Kulturzentrum mit Universität, Theatern, Kinos, Museen, Zoo und Kunstdenkmälern. Sie ist ein Verkehrsknotenpunkt von Straße, Eisenbahn und Flughafen. Der ummauerte Stadtkern wurde 2019 in die Welterbeliste der UNESCO aufgenommen.

## Geografie
Jaipur liegt etwa 300 Kilometer südwestlich von Delhi, 200 Kilometer westlich von Agra und 180 Kilometer nordwestlich vom Ranthambhore-Nationalpark.

## Klima
Die Klimakrise hat in weiten Teilen Indiens zu einer drastischen Verknappung des Trinkwassers geführt. Dies ist in besonderem Maße in Jaipur spürbar. So gehört die Stadt zu jenen 21 bedeutenden indischen Städten, deren Grundwasserreserven nach Berechnungen der Regierungsagentur NITI Aayog im Jahr 2020 vollständig aufgezehrt sein werden.
|                       | Jan  | Feb  | Mär  | Apr  | Mai  | Jun  | Jul   | Aug   | Sep  | Okt  | Nov  | Dez  |   |       |
| Mittl. Tagesmax. (°C) | 22,5 | 25,6 | 31,5 | 37,1 | 40,4 | 39,4 | 34,3  | 32,4  | 33,7 | 33,6 | 29,3 | 24,5 | ⌀ | 32    |
| Mittl. Tagesmin. (°C) | 8,1  | 10,9 | 16,2 | 21,7 | 25,8 | 27,5 | 25,8  | 24,5  | 23,2 | 19,1 | 13,5 | 9,2  | ⌀ | 18,8  |
|                       |      |      |      |      |      |      |       |       |      |      |      |      |   |       |
| Niederschlag (mm)     | 6,8  | 9,6  | 4,9  | 8,4  | 17,5 | 59,6 | 202,7 | 202,5 | 67,6 | 22,7 | 3,6  | 3,2  | Σ | 609,1 |
|                       |      |      |      |      |      |      |       |       |      |      |      |      |   |       |
| Regentage (d)         | 1,2  | 1,7  | 1,3  | 1,3  | 2,9  | 5,1  | 14,1  | 14,6  | 6,3  | 1,3  | 0,9  | 1    | Σ | 51,7  |

| 8,1 |

| 10,9 |

| 16,2 |

| 21,7 |

| 25,8 |

| 27,5 |

| 25,8 |

| 24,5 |

| 23,2 |

| 19,1 |

| 13,5 |

| 9,2 |

| 8,1 |

| 10,9 |

| 16,2 |

| 21,7 |

| 25,8 |

| 27,5 |

| 25,8 |

| 24,5 |

| 23,2 |

| 19,1 |

| 13,5 |

| 9,2 |

## Geschichte
Die Stadt wurde am 17. November 1727 von Maharadscha Jai Singh II. (1686–1743) als neue Hauptstadt des Fürstenstaates Jaipur gegründet und nach den Lehren der Shilpa Shastra erbaut. Sie gehört damit zu Rajasthans jüngeren Städten. Jaipur wird wegen der einheitlich rosaroten Farbe der Gebäude im Altstadtviertel „Pink City“ („rosa Stadt“) genannt. Den Anstrich erhielt sie 1876 in Vorbereitung auf den Besuch von Kronprinz Albert Eduard, Prince of Wales. Rosarot ist Rajasthans traditionelle Farbe der Gastlichkeit.
Nach der Unabhängigkeit Indiens von Großbritannien am 15. August 1947 verschmolz der Staat Jaipur 1949 mit den Fürstenstaaten Bikaner, Jodhpur und Jaisalmer und die Stadt Jaipur wurde 1950 Hauptstadt Rajasthans. Das oberste Gericht Rajasthans, der Rajasthan High Court, nahm seinen Sitz jedoch in Jodhpur. Im Jahr 1976 wurde eine Zweigstelle des High Courts in Jaipur eingerichtet. Heute ist die Stadt als fortschrittlichstes Handels- und Wirtschaftszentrum wohlhabender denn je. 2008 kamen bei einem schweren Terrorangriff auf das urbane Leben der Stadt ca. sechzig Menschen um.

## Sehenswürdigkeiten

### Altstadt
Die pinkfarbene Altstadt ist teilweise von einer Stadtmauer mit Zinnen und Stadttoren umzogen. Zu den Sehenswürdigkeiten gehört das nahe dem Tripolia-Tor gelegene Minarett Iswari Minar Swarga Sal, das Jai Singhs Sohn Iswari bauen ließ.
Aufgrund der besonderen Stadtplanung, welche Zeugnis ist für einen Austausch zwischen hinduistischer Organisation der Stadtquartiere und westlicher netzartiger Straßenanordnung, der Architektur und der bis heute lebendigen Handwerks- und Handelstraditionen, wurde die Altstadt im Jahr 2019 von der UNESCO in die Liste des Welterbes aufgenommen.

### Stadtpalast mit Hawa Mahal

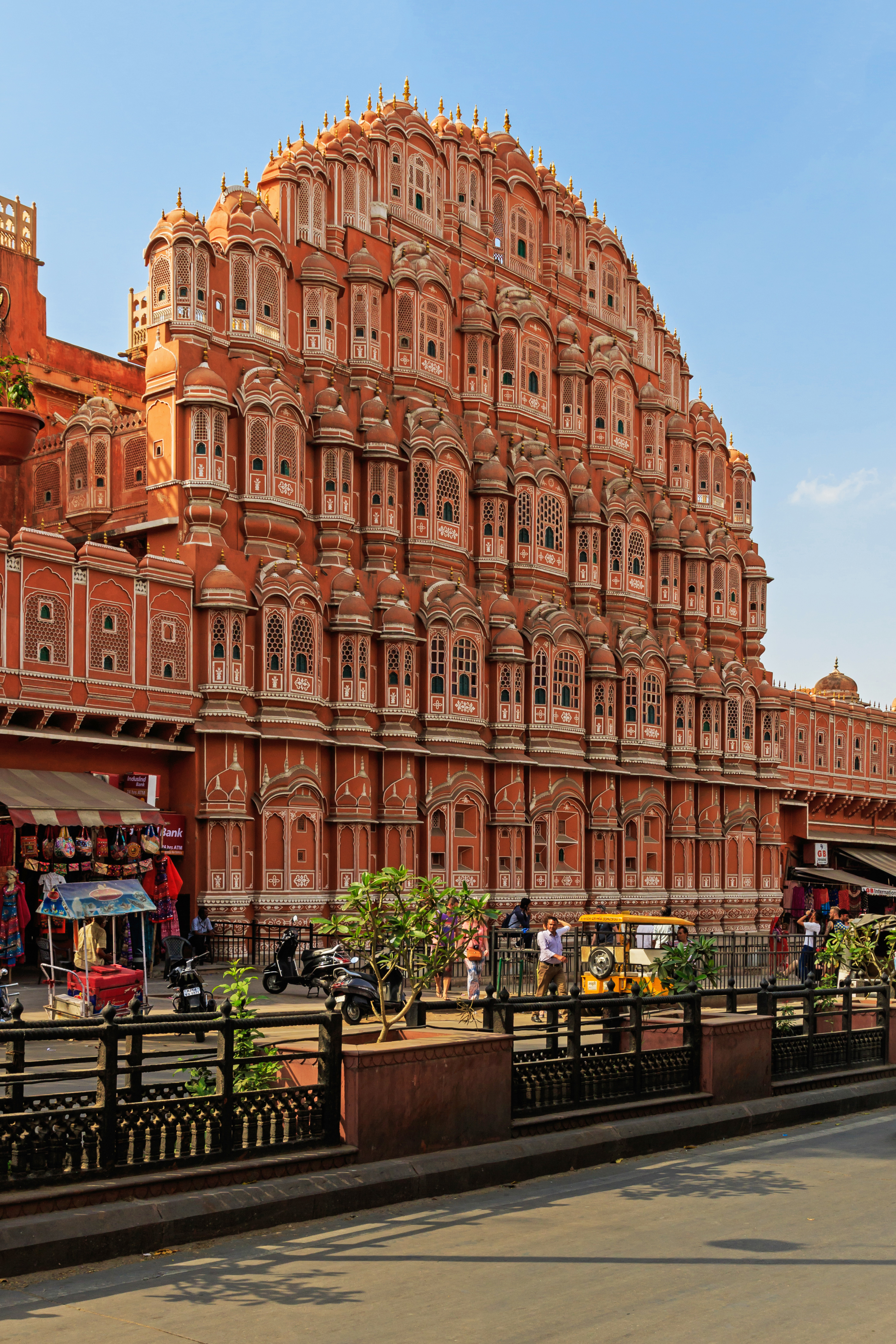
Der Palast der Winde, ein Teil des Stadtpalastes in Jaipur

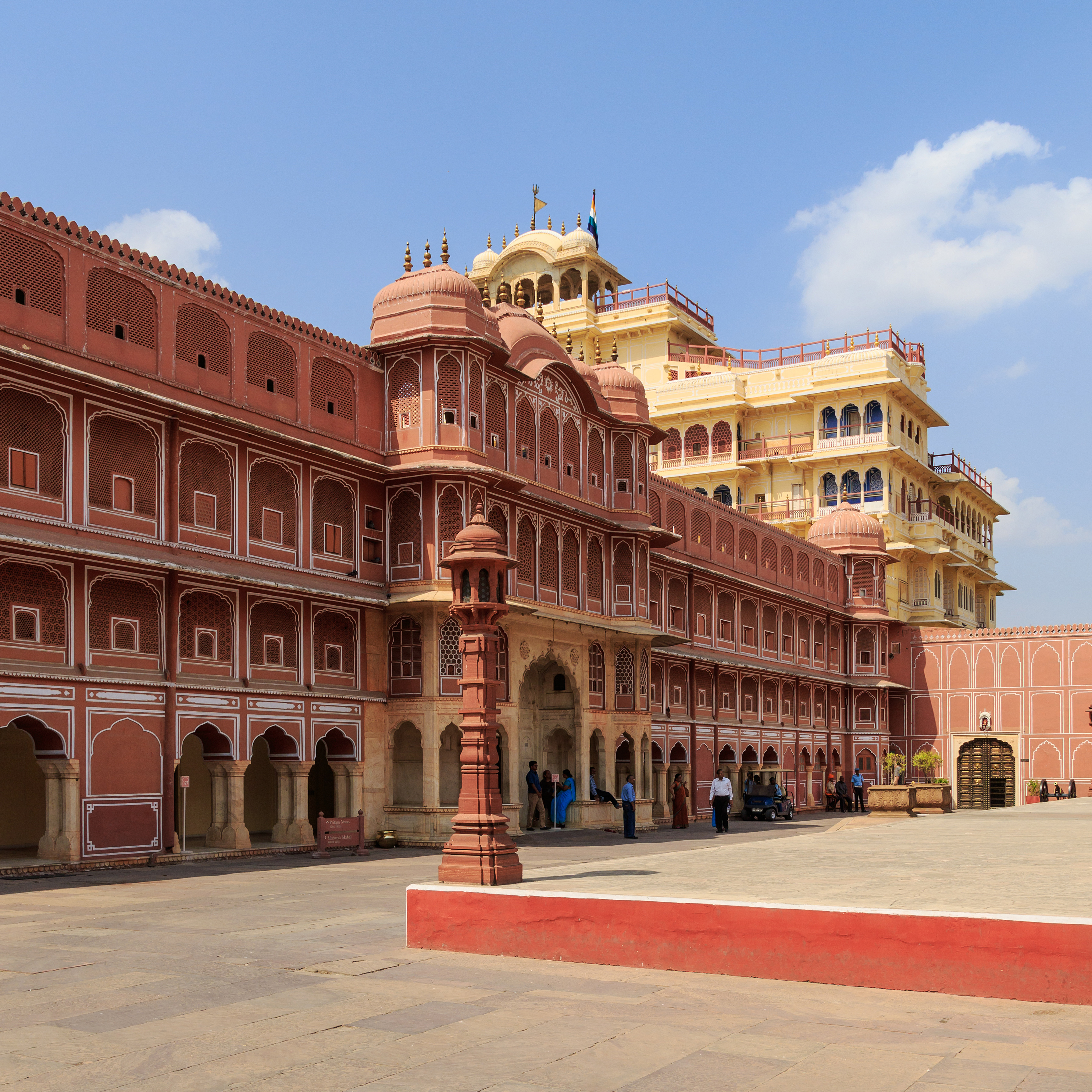
Stadtpalast von Jai Singh II.

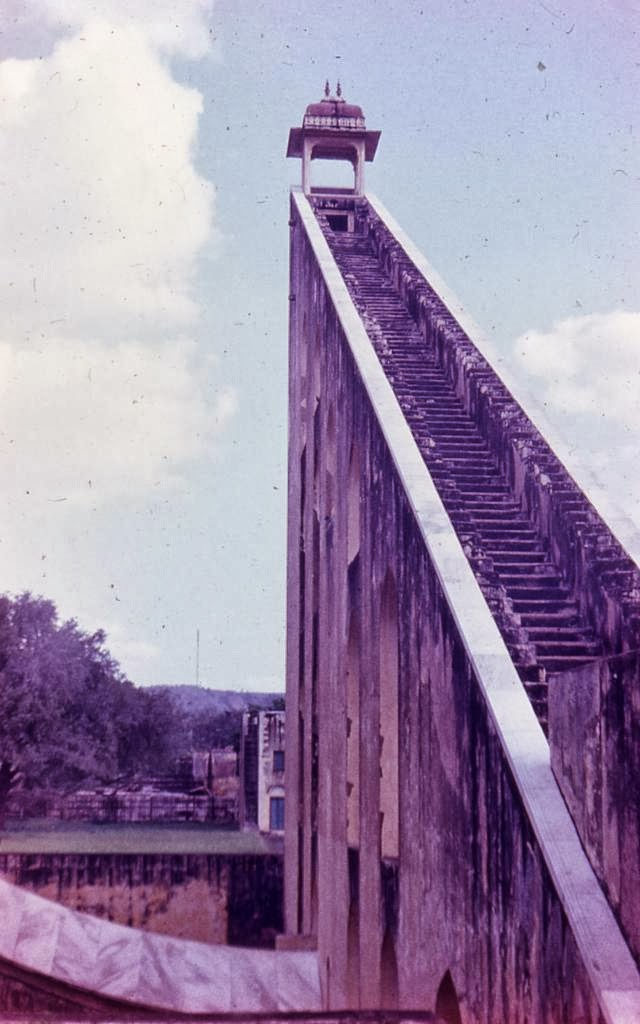
Alte Sternwarte

Das berühmteste Wahrzeichen von Jaipur ist der sich nach oben verjüngende Hawa Mahal („Palast der Winde“). Er wurde 1799 von Maharadscha Sawaj Pratap Singh erbaut. Die auffällige Konstruktion diente den zahlreichen Damen des Hofes, die sich nicht unter das einfache Volk begeben durften, als Beobachtungsposten vor allem bei den beliebten Prozessionen. So sah, hörte und roch man alles von der Straße, konnte aber aufgrund der abdunkelnden Bauweise von außen nicht bemerkt werden. Ihren Namen erhielt die Schaufassade wegen der raffinierten Luftzirkulation, die stets eine frische Brise durch die Räume ziehen ließ.
Der im Jahre 1890 gebaute Stadtpalast steht von hohen Mauern umschlossen zwischen Gärten und Höfen mitten im Stadtzentrum und ist als „Maharadscha Sawai Mansingh II Museum“ für die Öffentlichkeit zugänglich. Folgende Teile des Palastkomplexes sind Teil des Museums: Mubarak Mahal, Maharani’s Palace, Diwan-i-Am und Diwan-i-Khas. Noch heute bewohnen Nachfahren der Herrscherfamilie einen Teil des Palastes und bei formellen Anlässen durchschreiten Familienangehörige in einer aufwendigen Prozession das große Tripolia-Tor der südlichen Stadtmauer.

### Jantar Mantar

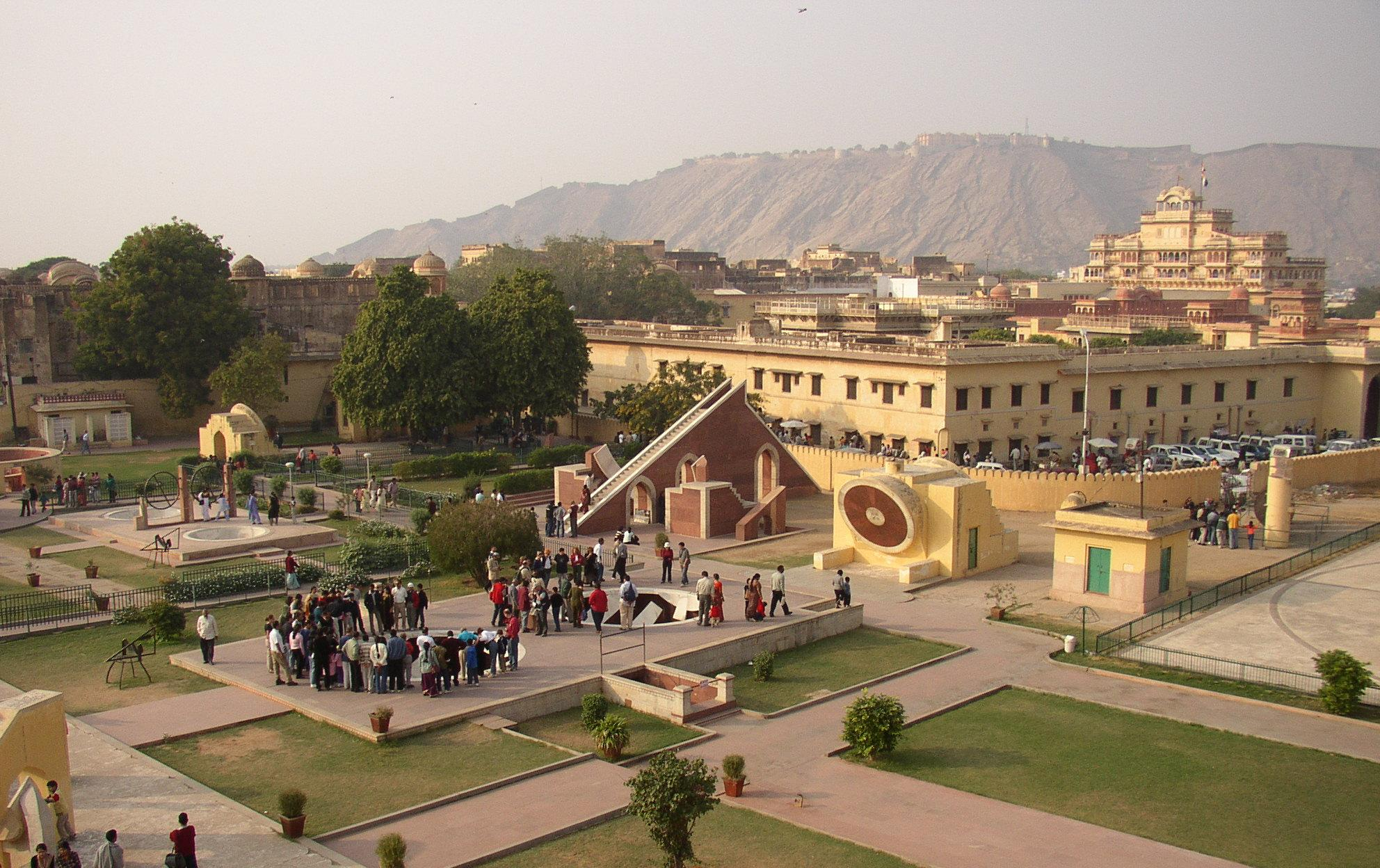
Touristen am Jantar Mantar in Jaipur

Die mit gelblichem Gips überzogenen Dreiecke, Kreise und Säulen aus Ziegelstein, die das Observatorium („Jantar Mantar“) des Stadtgründers und Hobbyastronomen Jai Singh II. bilden, stehen im südlichen Hof des Palastkomplexes. Zwischen 1728 und 1734 wurden insgesamt 18 Instrumente errichtet, darunter die 27 Meter hohe Sonnenuhr. Obwohl der Herrscher durch Forschungsarbeiten ausländischer Astronomen und den Rat seiner Lehrer, darunter auch seine Mutter, beeinflusst wurde, hat er etliche dieser Messinstrumente selbst entworfen. Mit ihnen lassen sich die Position und Bewegung von Sternen und Planeten bestimmen, die Zeit ablesen und sogar Voraussagen über die Intensität des Monsuns treffen. Diese Anlage ist ein beliebter Ausflugsort und seit 2010 UNESCO-Weltkulturerbe. Vor allem Kinder und Jugendliche werden hier durch ihre Lehrer und angestellte Führer in die angewandte Astronomie eingeführt. Das Jantar Mantar in Jaipur ist die größte und besterhaltene der fünf von Jai Singh II. erbauten derartigen Anlagen. Die anderen befinden sich in Delhi, Varanasi und Ujjain; die fünfte in Mathura existiert heute nicht mehr.

### Festungen

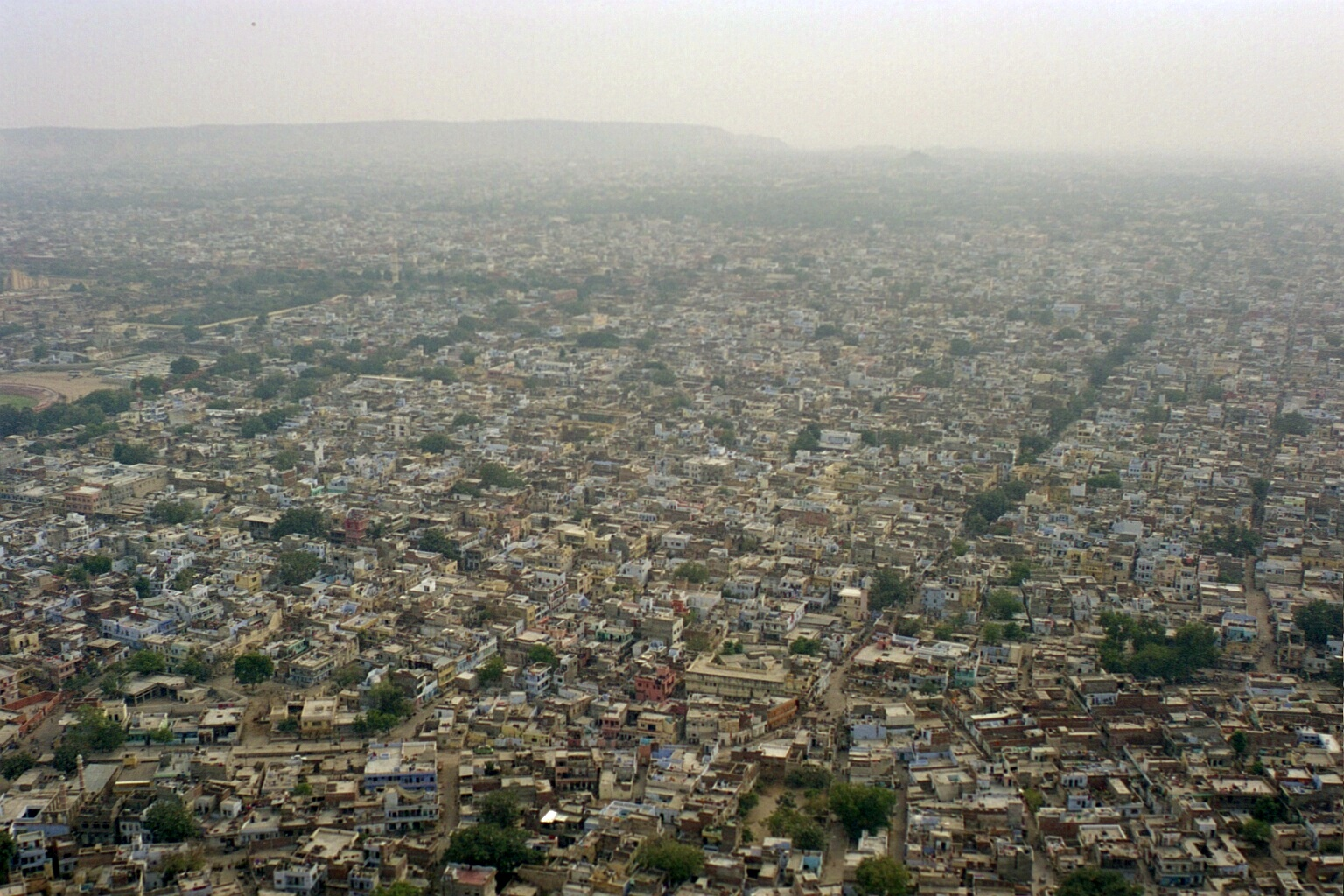
Jaipur vom Fort Nahargarh aus gesehen

Zur Verteidigung und als Rückzugsgebiet für die Frauen der königlichen Familie ließ Sawai Jai Singh ab 1734 das Fort Nahargarh im Norden der Stadt erbauen. Es wurde zuletzt 1868 erweitert und prägt heute das Stadtbild.
Amber, die alte Hauptstadt des Fürstenstaates Jaipur, liegt nur wenige Kilometer nördlich von Zentrum Jaipurs und gehört mit dem ab 1592 durch Maharadscha Man Singh erbauten Fort Amber inzwischen ebenfalls zum Stadtgebiet. Das Fort Amber ist wegen der vergleichsweise gut erhaltenen Rajputen-Einrichtung von überregionalem touristischen Interesse.
Im unmittelbar beim Fort Amber gelegenen Fort Jaigarh befindet sich die aus dem Jahr 1720 stammende, größte jemals gebaute bewegliche Kanone auf Rädern.

### Stufenbrunnen
In Jaipur finden sich zahlreiche alte Stufenbrunnen, wie etwa der Panna Meena ka Kund. Viele Touristen besuchen während ihres Aufenthaltes auch den Stufenbrunnen Chand Baori in der nahegelegenen Stadt Abhaneri, der zu den größten und tiefsten seiner Art in ganz Indien gehört.

### Ram-Niwas-Park mit Albert Hall und Central Museum

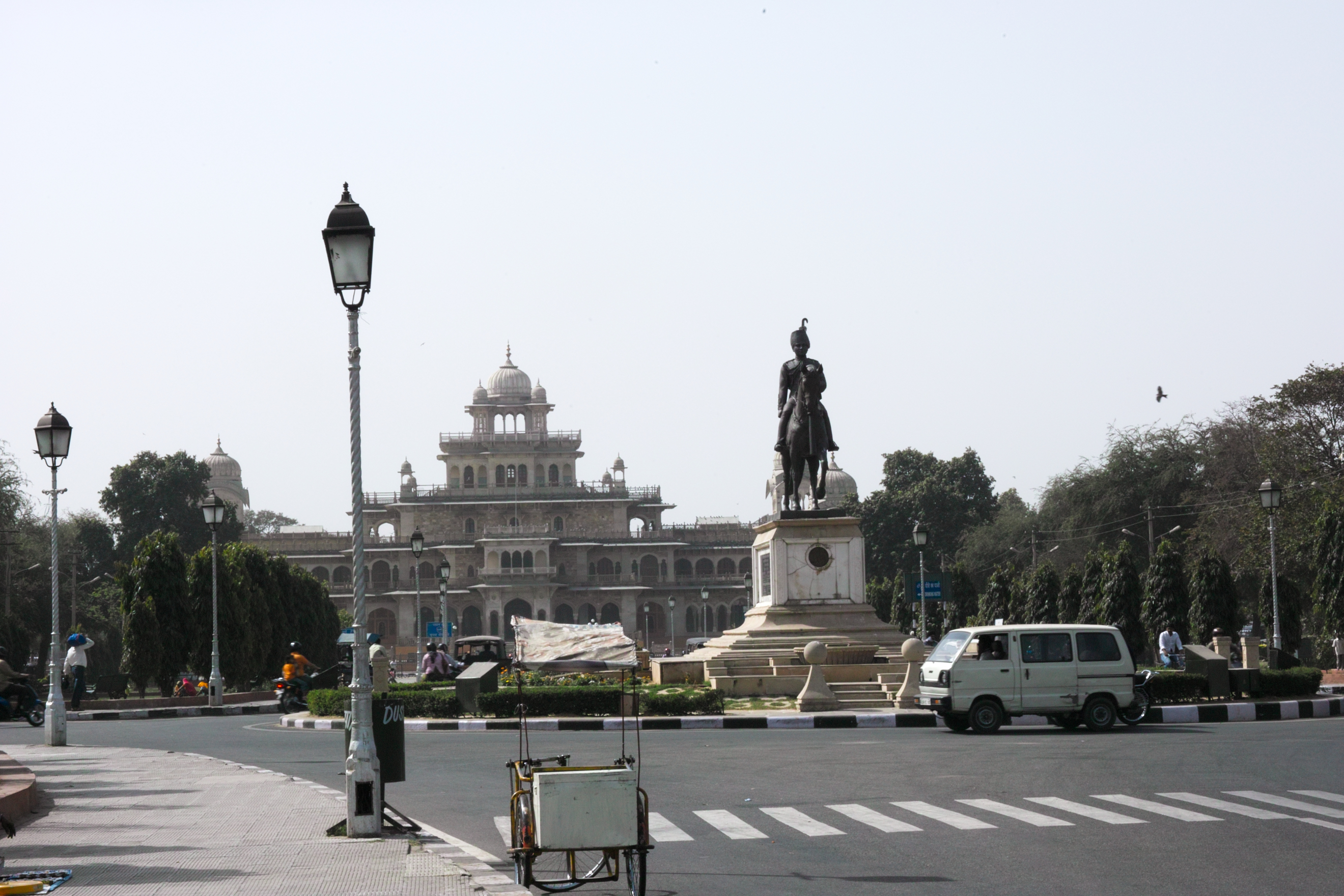
Albert Hall mit Central Museum

Im Süden der Stadt erstrecken sich auf über 145.000 m² Fläche die Grünanlagen des „Ram-Niwas-Parks“, benannt nach Ram Singh (1816–1885), der von 1835 bis 1880 in Jaipur regierte und die Pläne für den Park selbst entwarf. Auf dem Gelände des Parks befindet sich die „Albert Hall“, die vom britischen Architekten Samuel Swinton Jacob (1841–1917) entworfen wurde. Der in mehrjähriger Bauzeit ab 1867 errichtete Bau ist ein Stilmix aus zeitgenössischen britischen Vorbildern und indischer Architektur im Mogul-Stil. Er beherbergt das „Central Museum“, das neben einer ägyptischen Mumie insbesondere frühbuddhistische und hinduistische Skulpturen, Miniaturen aus Rajasthan, eine Waffensammlung, Textilien und Keramiken ausstellt.

#### Exponate im Museum

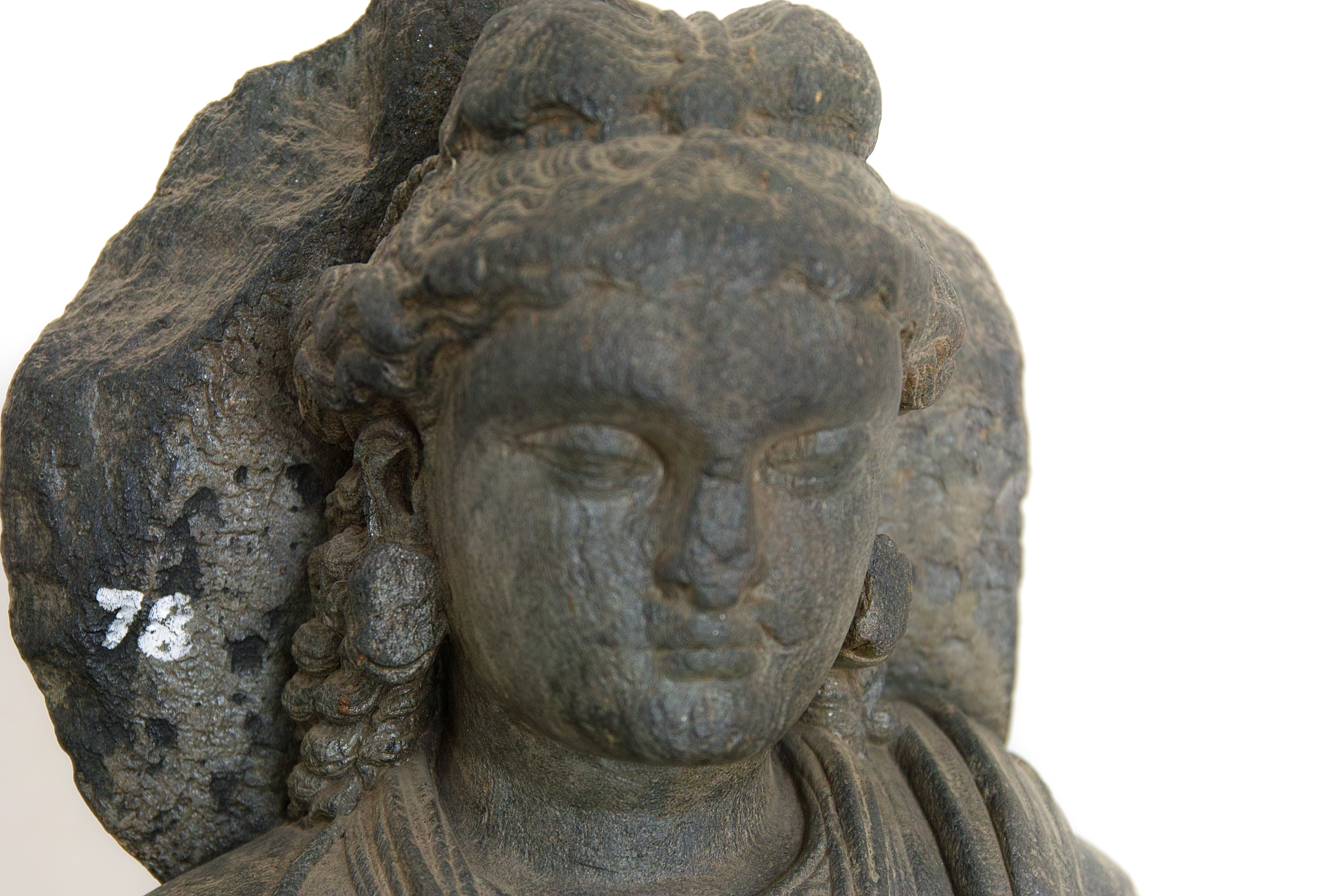
Frühbuddhistischer Boddhisatva
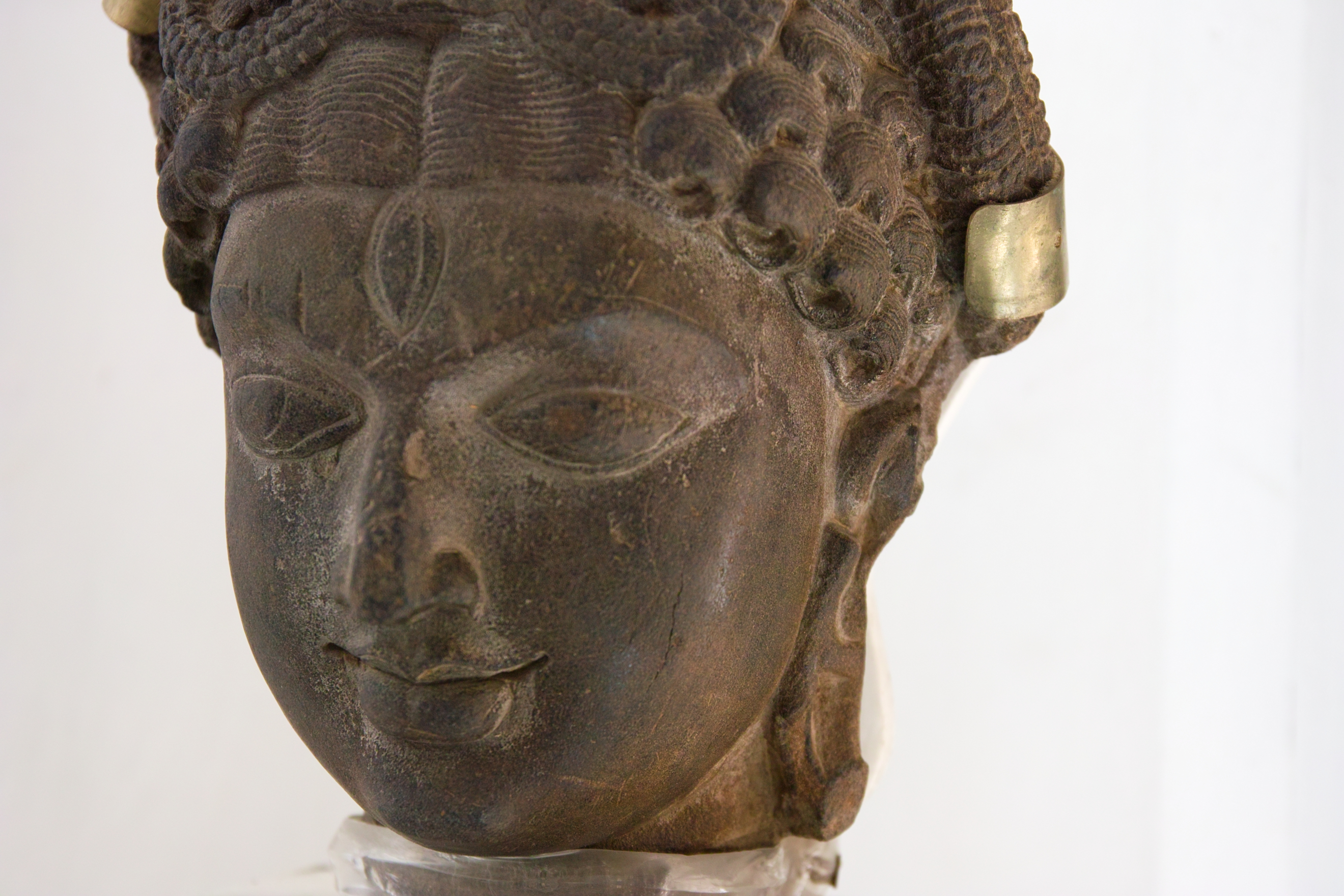
Shiva, 8. Jahrhundert
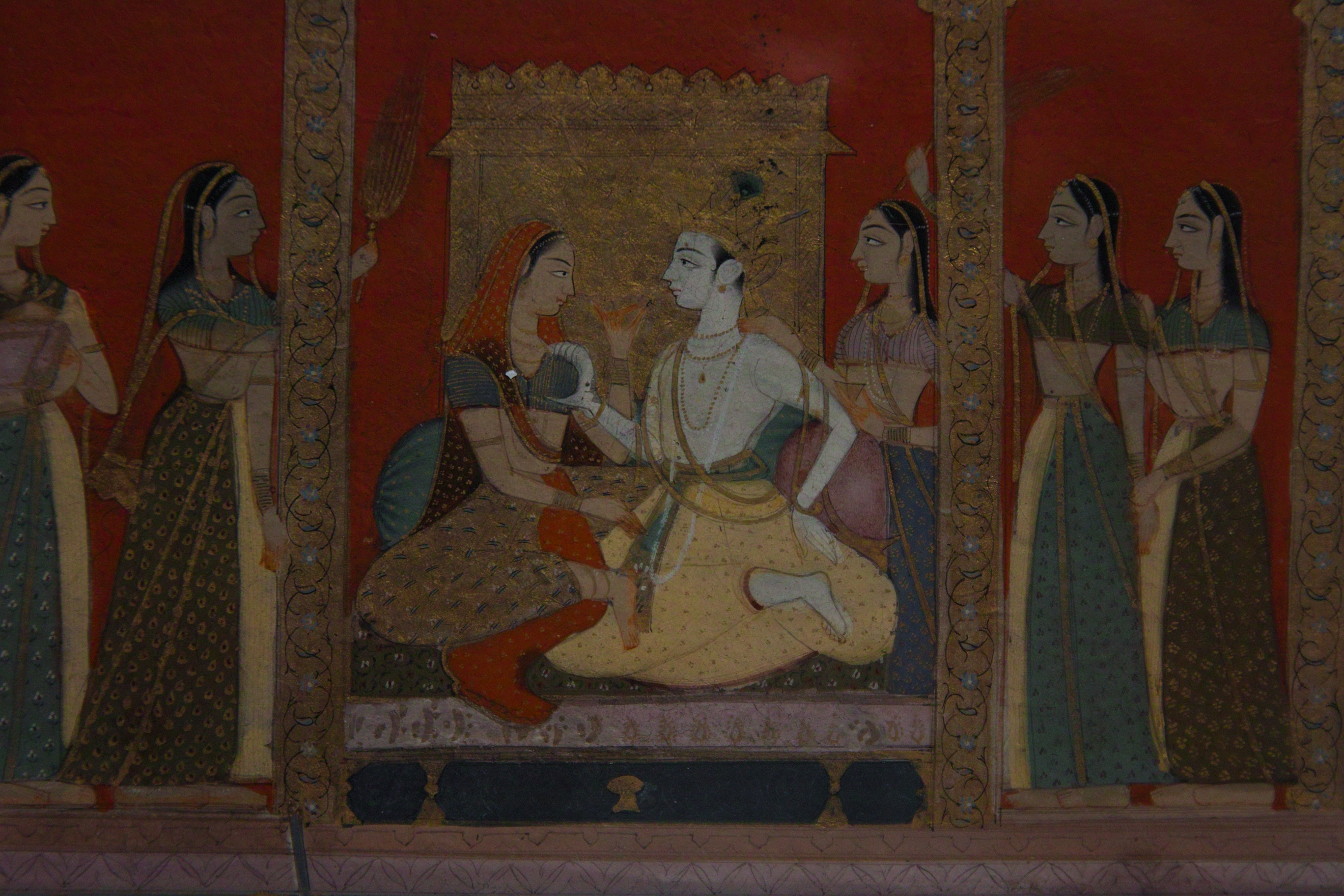
Raga Bhairon, Miniatur aus einer Ragamala
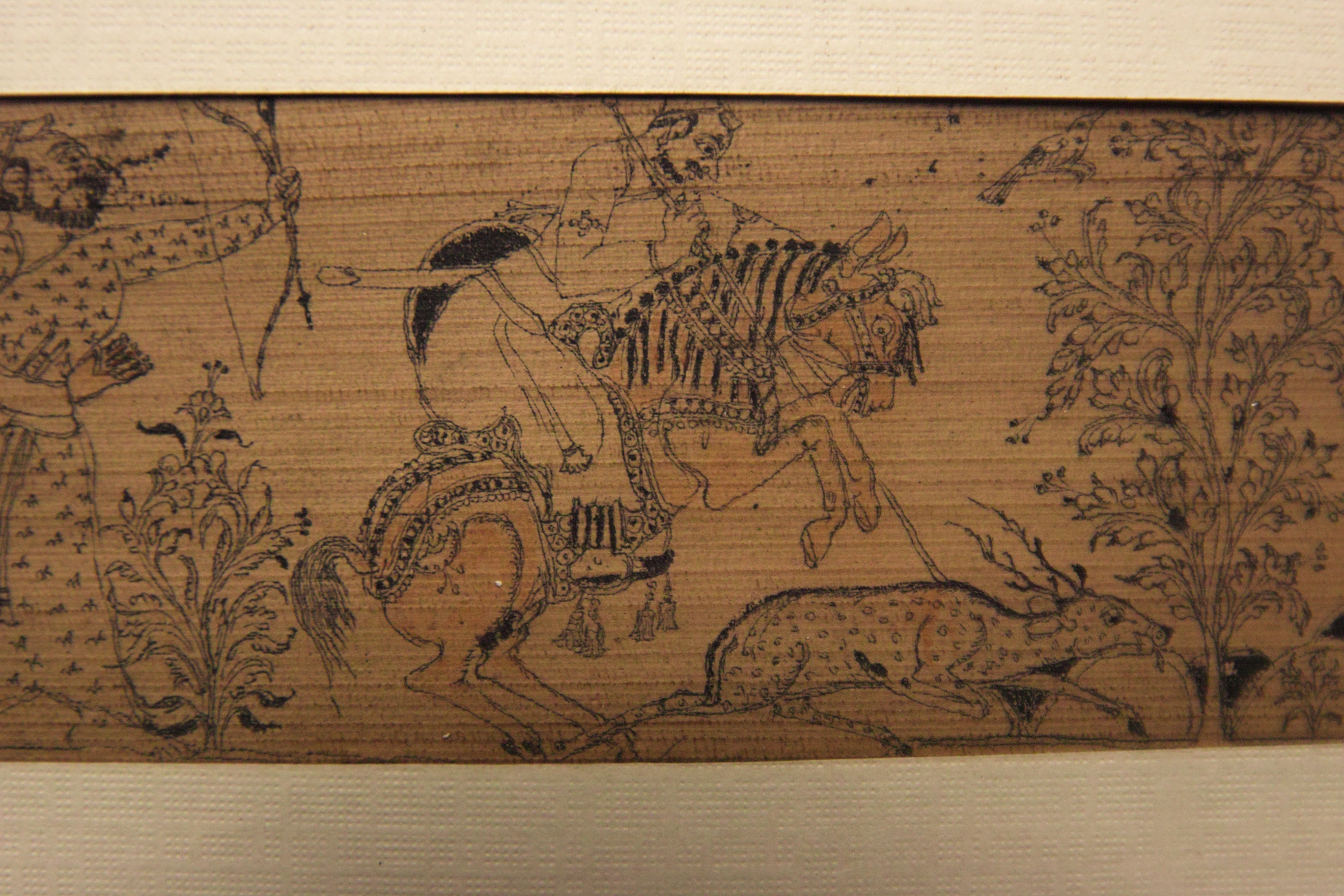
Miniatur auf einem Palmblatt
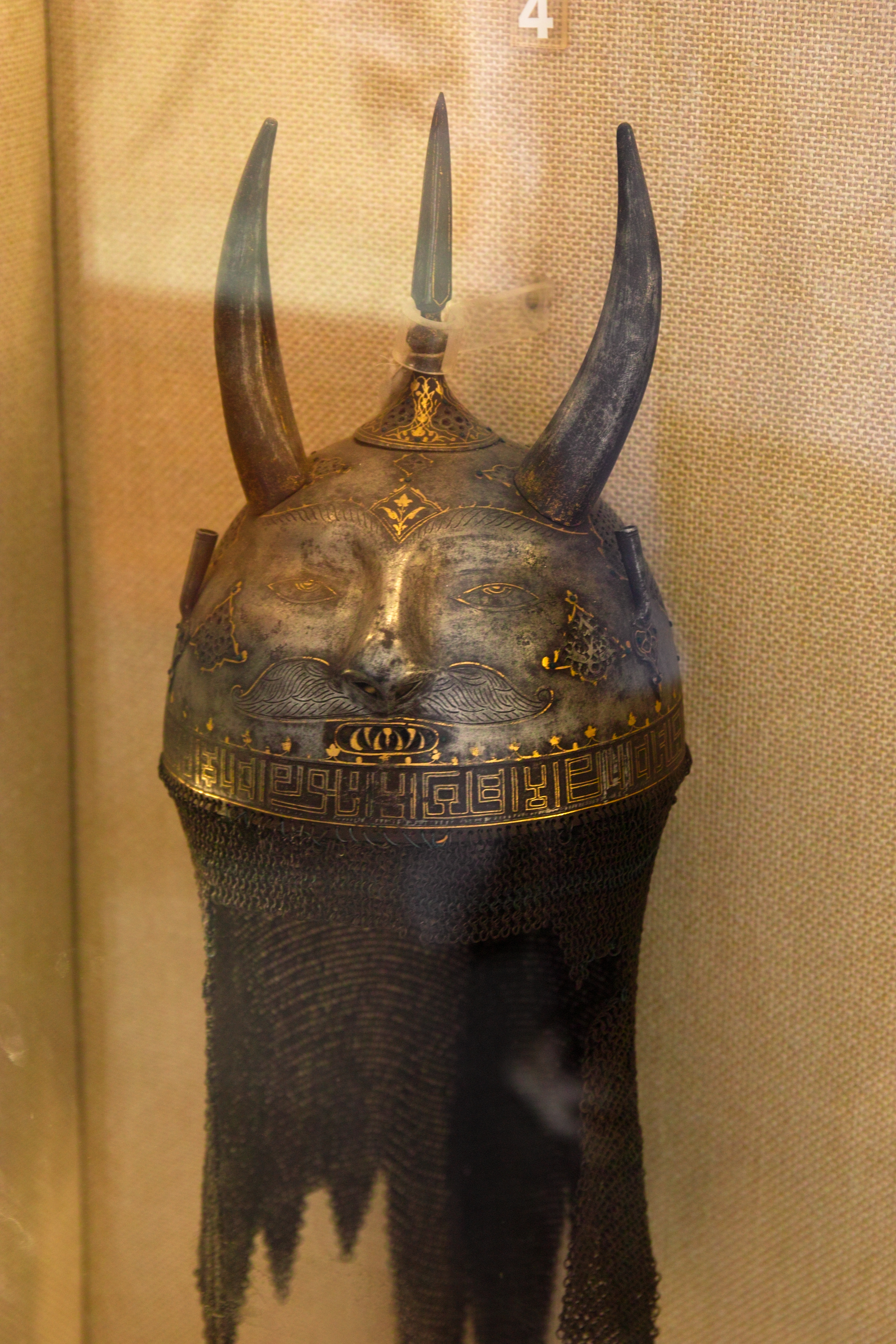
Iranischer Helm
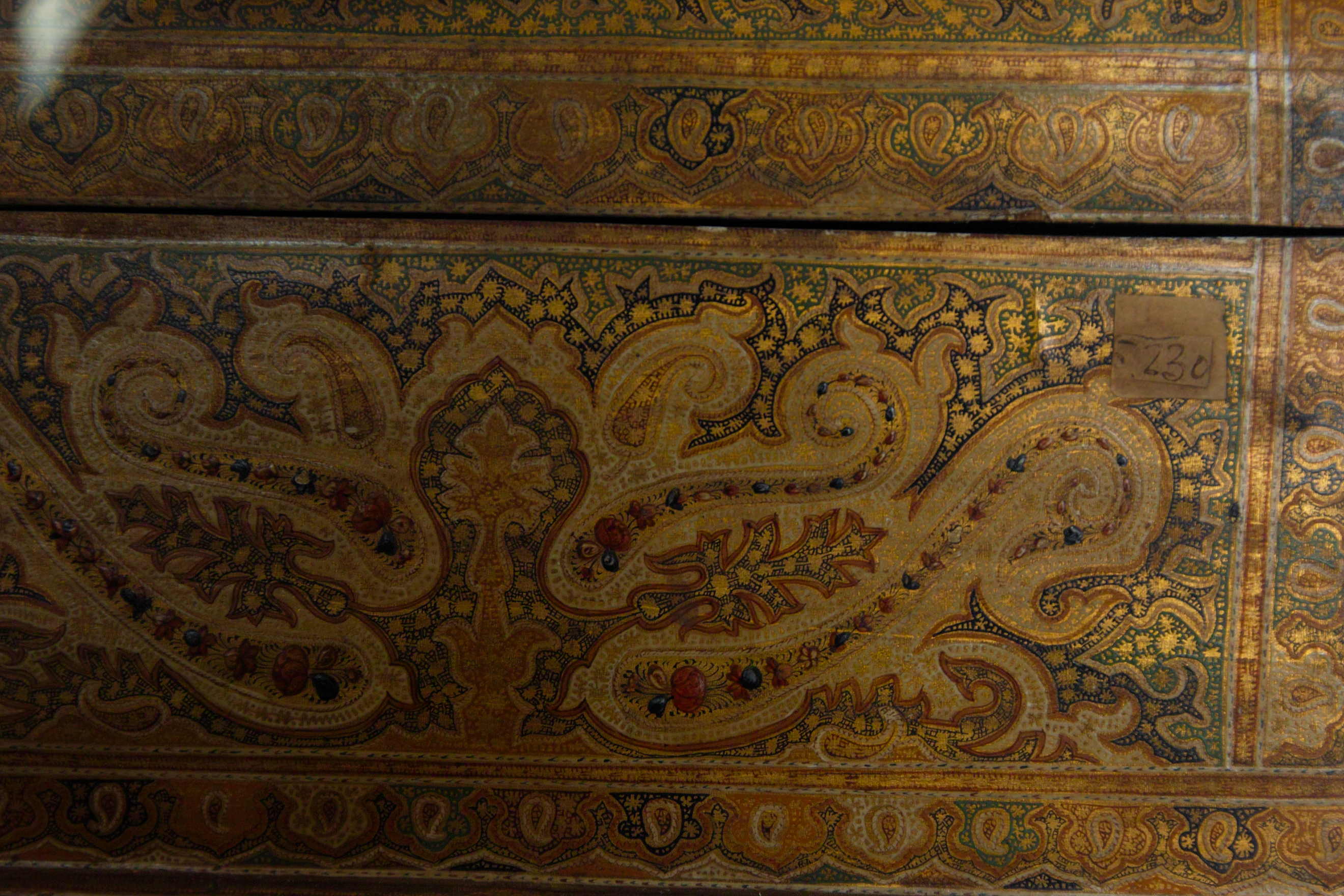
Textilmuster
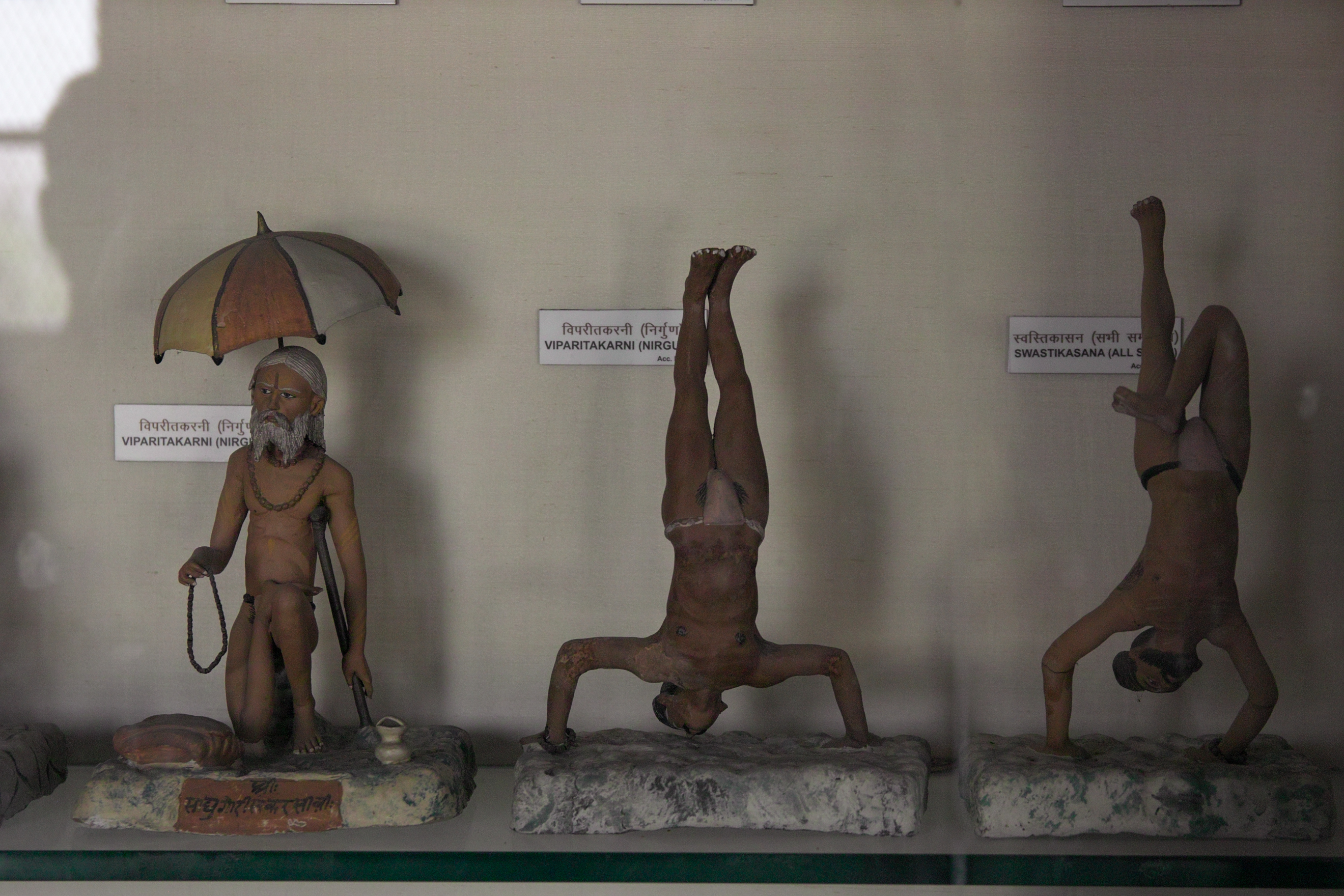
Yogastellungen, Ton
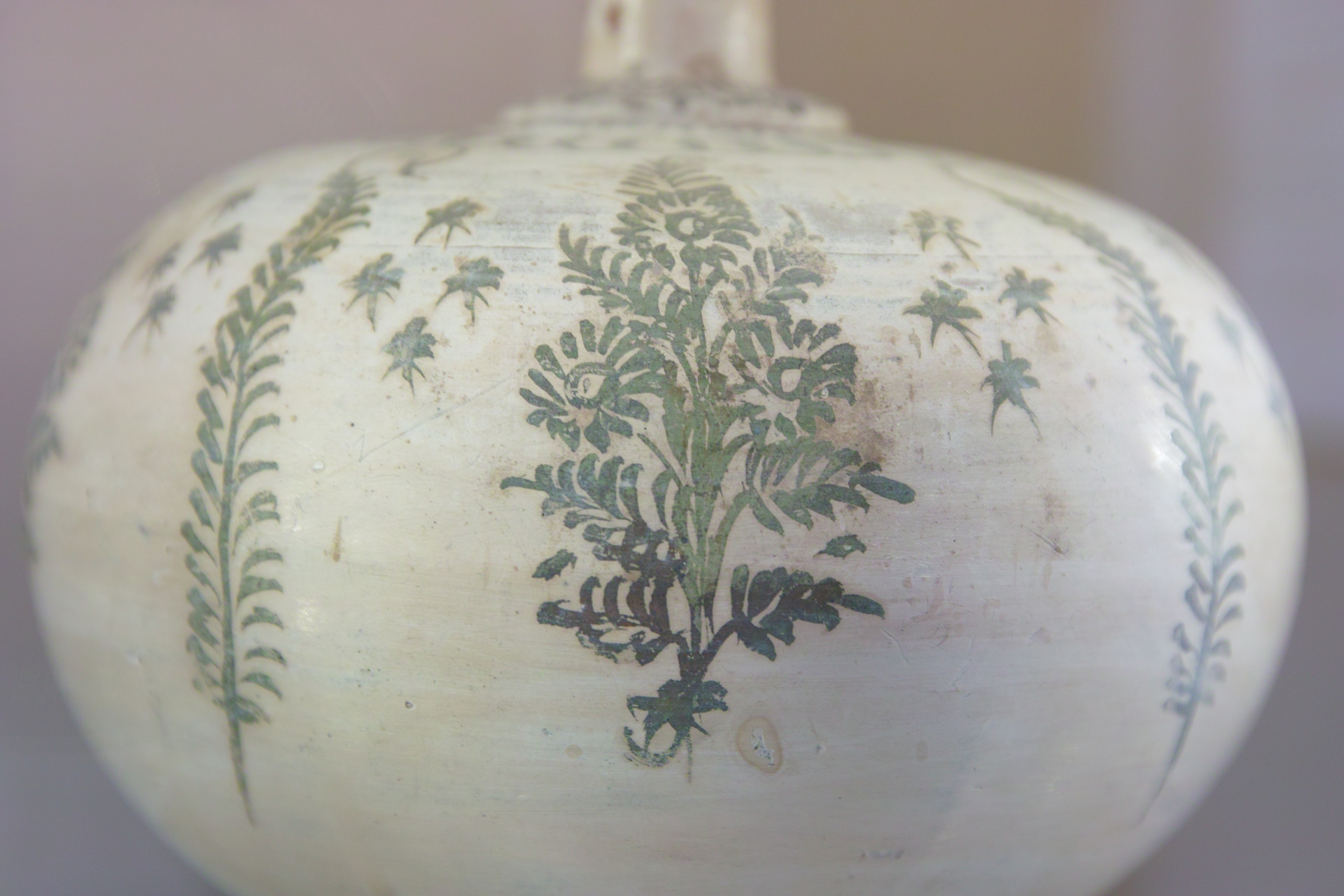
Paagan Kagazi, entstanden 1886 in Alwar

## Hotels

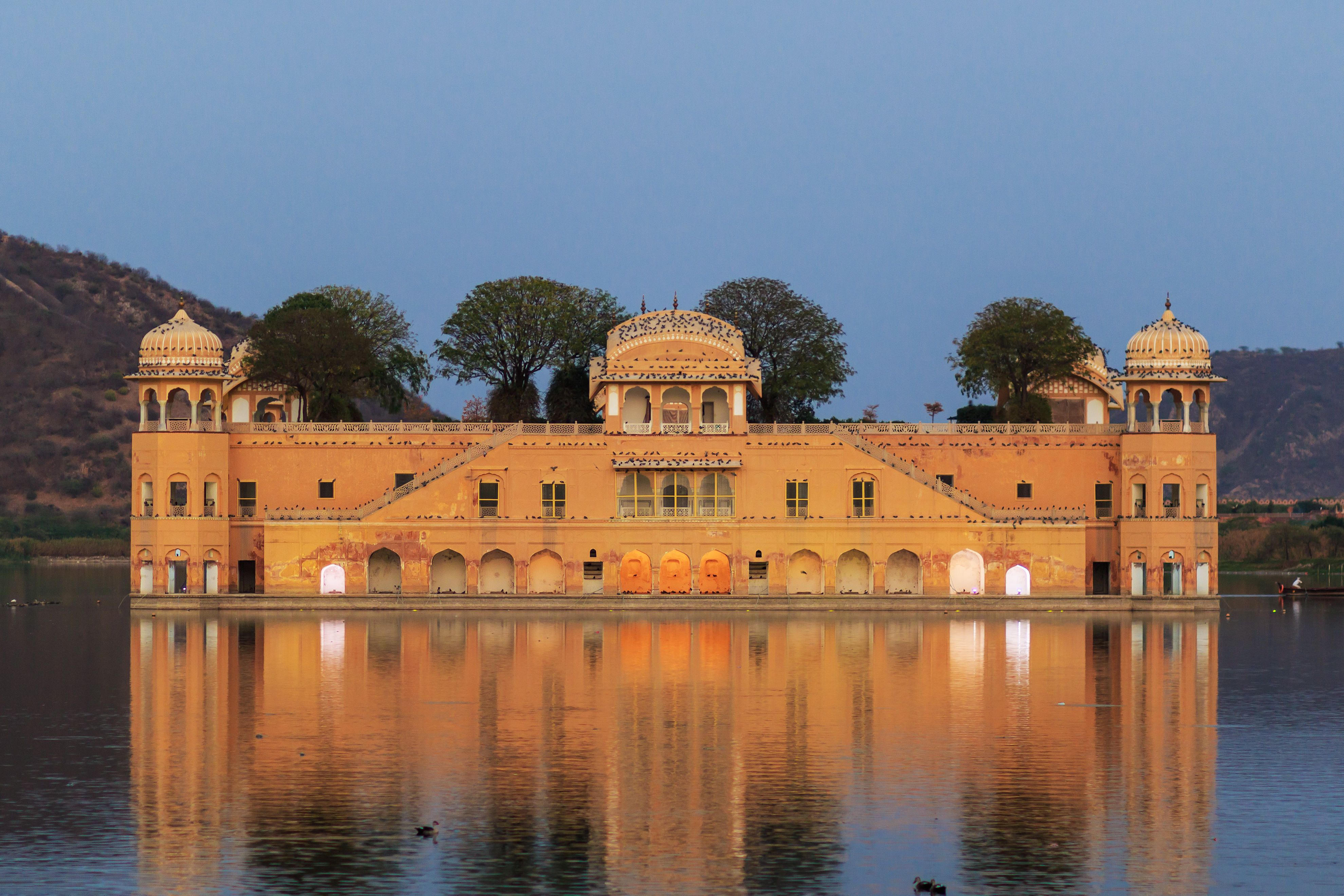
Jal Mahal Palast

Der etwas außerhalb der Stadt gelegene Rambagh Palace war Residenz des letzten Maharadschas von Jaipur und wird heute ebenso wie das 250 Jahre alte Gebäude des Jai Mahal Palace als Hotel der Premiumklasse genutzt und von der Taj Group betrieben.

## Verkehr
In Jaipur kreuzen sich die Fernverkehrsstraßen NH 8, NH 11 und NH 12. Über den National Highway 8 ist Jaipur mit Delhi und Mumbai verbunden. Die Stadt hat einen Bahnhof und einen internationalen Flughafen.

## Bildung
Im Jahr 1947 wurde die University of Rajasthan in Jaipur eröffnet.

## Sport
In Jaipur befindet sich mit dem Sawai Mansingh Stadium ein Test-Cricket-Stadion. In der Stadt bestreitet die Indische Cricket-Nationalmannschaft regelmäßig Heimspiele gegen andere Nationalmannschaften. Im Sawai Mansingh Stadium fanden unter anderem Spiele bei den Cricket World Cups 1987 und 1996 sowie der ICC Champions Trophy 2006 statt.

## Städtepartnerschaft
- Calgary (Kanada), seit 1973

## Persönlichkeiten
- Ishwari Singh (1718–1750), Maharadscha des Fürstenstaats Jaipur in den Jahren 1743 bis 1750
- Madho Singh I. (1728–1768), Maharaja des Fürstenstaates Jaipur in den Jahren 1750 bis 1768
- Maharaja Sawai Man Singh II. (1912–1970), Maharadscha von Jaipur
- Maharani Gayatri Devi (1919–2009), Königin von Jaipur
- Girdhari Lal Bhargav (1936–2009), Politiker, Abgeordneter der Lok Sabha
- Sultan Khan (1940–2011), Sarangispieler und Sänger
- Raghubir Singh (1942–1999), Fotograf
- Vishwa Mohan Bhatt (* 1952), Gitarrist
- Kampatimar Shankariya (1952–1979), Serienmörder
- Anshu Jain (1963–2022), Vorstandsvorsitzender der Deutschen Bank AG
- Irrfan Khan (1967–2020), Schauspieler
- Amrita Prakash (* 1987), Filmschauspielerin und Model

## Jaipur im Film
Best Exotic Marigold Hotel, 2011 und die Fortsetzung Best Exotic Marigold Hotel 2, 2015 spielen in Jaipur und behandeln die Geschichten britischer Senioren, die ihren Lebensabend günstig in Indien verbringen möchten.